# 深鄉田站
深鄉田站（日语：／ Fukoda eki */?）是位於青森縣北津輕郡中泊町大字深鄉田字甘木，津輕鐵道的津輕鐵道線車站。

## 歷史
- 1932年（昭和7年）4月24日 - 車站啟用[1]。
- 1943年（昭和18年）4月1日 - 車站暫停服務[2]。
- 1955年（昭和30年）5月20日 - 車站重開[2]。

## 車站構造
車站是一座地面車站，設有1面1線的單式月台。此站是無人車站。站內設有候車室。

## 使用狀況
| 1日上下車人次變化 | 1日上下車人次變化 |
| 年度              | 1日平均人次       |
| ----------------- | ----------------- |
| 2011年            | 28                |
| 2012年            | 25                |
| 2013年            | 23                |
| 2014年            | 20                |
| 2015年            | 20                |

## 車站周邊
- 青森縣道103號津輕中里停車場線（日语：青森県道103号津軽中里停車場線）
- 青森縣道197號神原中里線（日语：青森県道197号神原中里線）
- 國道339號（日语：国道339号）
- 大澤內溜池

## 相鄰車站
津輕鐵道
津輕鐵道線（部分列車通過此站）
大澤內－深鄉田－津輕中里

## 注腳
1. ↑  『鉄道停車場一覧 昭和9年12月15日現在』（國立國會圖書館數碼化收藏）
2. 1 2  今尾惠介監修《日本鉄道旅行地図帳》2號 東北（新潮社、2008年）p.46
3. ↑  国土数値情報(駅別乗降客数データ)  （页面存档备份，存于）（日語） - 國土交通省，2019年7月4日參閲

## 外部連結
- 津輕鐵道株式會社 各站資訊 （页面存档备份，存于）（日語）